# Религия в Кыргызстане
Религия в Кыргызстане — религии, традиционно исповедуемые на территории Кыргызской Республики.
По конституция страны Кыргызстан светская страна, с правом на свободу совести и религии, с правом каждого свободно менять и исповедовать любую религию.
Подавляющее число верующих (70 %) в Кыргызстане мусульмане. Атеисты 26,1 К христианам относит себя 3,9 % верующих: русские традиционно исповедуют православие, немцы делятся на католиков и лютеран.
Протестантские движения (баптисты, пятидесятники, адвентисты, методисты) включают как русскоязычное население, так и киргизов.
Есть в Кыргызстане также малочисленные группы бахаи, иудеев, буддистов.
В 2009 году в Кыргызской Республике был принят закон «О свободе вероисповедания и религиозных организациях в Кыргызской Республике», который ужесточил деятельность религиозных организаций: для регистрации общины необходимо 200 членов, миссионерство существенно ограничено.
В 2024 году религиозных проповедников в Кыргызстане решили взять под государственный контроль. Отныне они смогут работать только при наличии удостоверения и регистрации.

## История религии в доисламский период

### Верования каменного века
Первое появление верований и культов на территории Кыргызстана можно проследить у древних неандертальцев примерно 40 тыс. лет назад. Самой первой находкой, рассказывающая о духовном мире древних племен эпохи неолита, являются рисунки пещеры Ак-Чункур, расположенной в верховьях реки Сары-Джаз на хребте Тескей Ала-Тоо на высоте 3000 м над уровнем моря. Первое научное обследование памятников проводилось в 1953 г. группой, включавшей альпинистов и археолога Х.А. Алпысбаева. На стене скалы были нанесены пальцами — козлы, быки, змеи, человеческие и человекоподобные существа. По мнению, исследователей, некоторые человеческие фигурки могут быть стилистически сопоставимы с известными «венерами» палеолитической эпохи, а другие изображают ритуальные танцы

### Бронзовый век и степная бронза
В бронзовом веке почти весь Кыргызстан входил в ареал юго-западного распространение культуры Андроново. Основу этой культуры составлял комплексное оседлое хозяйство с полукочевым яйлажным (кырг. джайлоо). Известные поселения на территории страны Каинды, Джаилма, Александровское, Аламединское, Беловодское, Джал-Арык, могильники Таш-Тюбе, Кулан-Сай, Кызыл-Сай, Тегирмен-Сай, Джазы-Кечу, Айгыр-Джал дают нам возможность сделать выводы о верованиях той эпохи. У племён той эпохи был распространен культ природных сил, особенно солнца и огня как защиты от вредоносных сил. Также красный цвет считался магическим, который защищал от злых духов и символизировал кровь которая наделяла сверхъестественной силой. Значение также имели устройство погребального сооружения, чаще всего прямоугольно-концентрическое, а также ориентация могил и усопших, свидетельствующие о связи с солнцем и космосом. Существовало ещё и вера в загробную жизнь и культ предков. Также в могильниках были кости животных, которая могла попасть туда с жертвоприношением.